# Тимофеев, Серафим Иванович
Серафим Иванович Тимофеев (6 июля 1921, дер. Волочагино, Тверская губерния, РСФСР — 21 августа 2018 Ростов-на-Дону) — советский, российский механик, доктор технических наук; профессор. Специализировался в области расчета трехслойных конструкций, провел большую экспериментальную работу по исследованию трехслойных оболочек.

## Биография
Родился в деревне Волочагино, Ряснинского сельсовета, Луковниковской волости, Старицкого уезда, Ржевского округа, Западной области РСФСР. 

В 1939 году окончил школу с отличием (аттестат с золотой каймой), зачислен без экзаменов в Ленинградский институт инженеров гражданского воздушного флота, в связи с изменением правил призыва в РККА переведен в 1-е Ленинградское военное авиационно-техническое училище, которое закончил по ускоренной программе в 1940 году, получив звание младшего воентехника. 

Великую Отечественную войну встретил в должности техника самолёта в Ивановской школе Дальней авиации, в составе боевой группы школы совершил 10 боевых вылетов (стрелок-радист). После Победы продолжал службу в авиации до поступления в Ленинградскую военно-воздушную инженерную академию им. Можайского. 

В 1959 году, по окончании академии, переведен в ракетные войска, в Ростовское училище.

В 1964 году Серафим Иванович стал кандидатом технических наук, в 1984 защитил докторскую диссертацию. 

Военную службу закончил в звании подполковника (при нахождении в запасе присвоено звание полковника), продолжив работу в училище.
В течение 25 лет, с 1979 года — начальник кафедры механики РВВКИУ РВ.

В военном ВУЗе работал вплоть до закрытия института в 2011 году, затем перешел в Ростовский государственный строительный университет (РГСУ), где с 2002 года работал по совместительству профессором кафедры «Автотранспортные, строительные и дорожные средства».
Работу в РГСУ, за год до этого вошедшим в состав ДГТУ, оставил в 2017 году по состоянию здоровья.

## Достижения
Основное направление научных исследований С. И. Тимофеева — в области расчета трехслойных конструкций. Им была проведена большая экспериментальная работа, создан ряд научных трудов, в числе которых справочник «Расчёт трёхслойных конструкций», выпущенный в 1984 году издательством «Машиностроение» (в соавторстве с В. Н. Кобелевым и Л. М. Коварским). По вопросам практического применения трехслойных оболочек сотрудничал с КБ С. П. Королева, В. Н. Челомея, В. П. Макеева, предприятиями ракетно-космической отрасли. С использованием уравнений, созданных В. Н. Кобелевым, Л. М. Коварским и С. И. Тимофеевым, в конструкторских бюро рассчитывались на прочность и устойчивость отсеки корпусов беспилотных космических аппаратов.
За 52 года работы преподавателем, профессором, начальником кафедры в ростовском училище ракетных войск подготовил тысячи квалифицированных специалистов для вооруженных сил, создал ряд учебников и учебных пособий, вышедших в издательствах министерства обороны, Машиностроение, Феникс.

Организовал наиболее оснащенные среди профильных ростовских ВУЗов учебные лаборатории
, провел серию экспериментов по испытанию на устойчивость сотен цилиндрических, сферических и конических трехслойных оболочек, изготовленных в лаборатории кафедры, а также элементов конструкций, переданных промышленностью.
Серафим Иванович является автором нескольких патентов.
Награждён орденом Красной Звезды (1956), медалью «За победу над Германией в Великой Отечественной войне 1941—1945 гг.», орденом Отечественной войны II степени (1985), орденом Отечественной войны II степени (2010), памятными, отраслевыми и ведомственными наградами, знаком Изобретатель СССР .
Знак отличия «За заслуги перед городом Ростовом-на-Дону» (2006).